# Kufstein
Kufstein (tyskt uttal: [ˈkʊfˌʃtaɪ̯n]
 ( lyssna)) är en stad och kommun i förbundslandet Tyrolen i Österrike. Kommunen har 20 169 invånare (2024), på en yta av 39,40 km². Folkmängden gör staden till Tyrolens näst största stad efter Innsbruck. Kufstein är huvudort i distriktet med samma namn. Kommunen gränsar till Tyskland i norr.
Kufstein har genom historien varit en viktig handelsstad i och med sitt strategiska läge vid Inndalens mynning från alplandskapet i det plattare bayerska landskapet. Ännu idag spelar transporter en stor roll för staden, då den tättrafikerade motorvägen E45 från München mot Italien passerar strax utanför Kufstein.
Näringslivet är uppbyggt kring turism och tillverkning av bland annat maskinutrustning, glas och skidor. Kufstein omnämns för första gången år 788 och fick stadsrättigheter 1339. Stadsbilden domineras av en borg från 1200-talet.

## Indelning
Kommunen består av nio orter (Ortschaften) (inom parentes invånarantal 1 januari 2024):

- Endach (2 453)
- Kufstein (10 408)
- Kufstein-Kaisertal (0)
- Kufstein-Stadtberg (25)
- Mitterndorf (1 914)
- Morsbach (123)
- Thierberg (304)
- Weissach (2 239)
- Zell (2 703)

## Bildgalleri

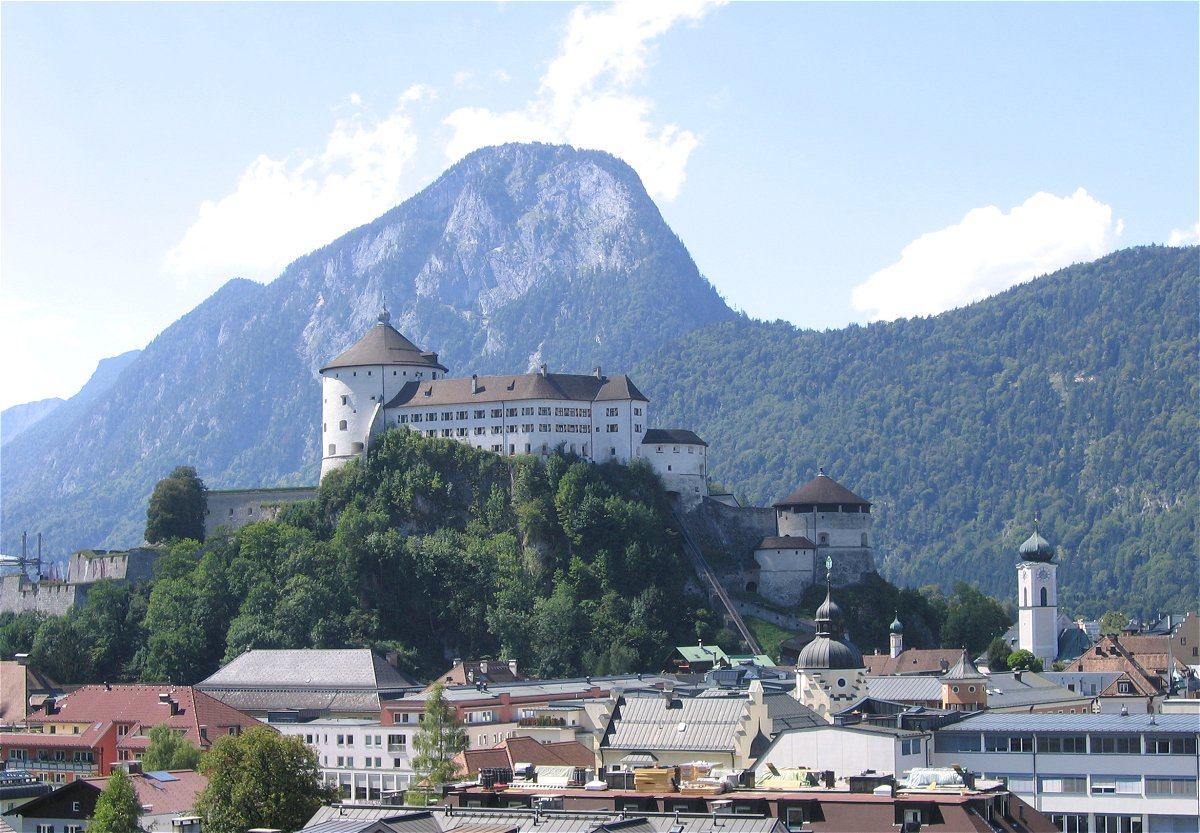
Borgen i Kufstein.
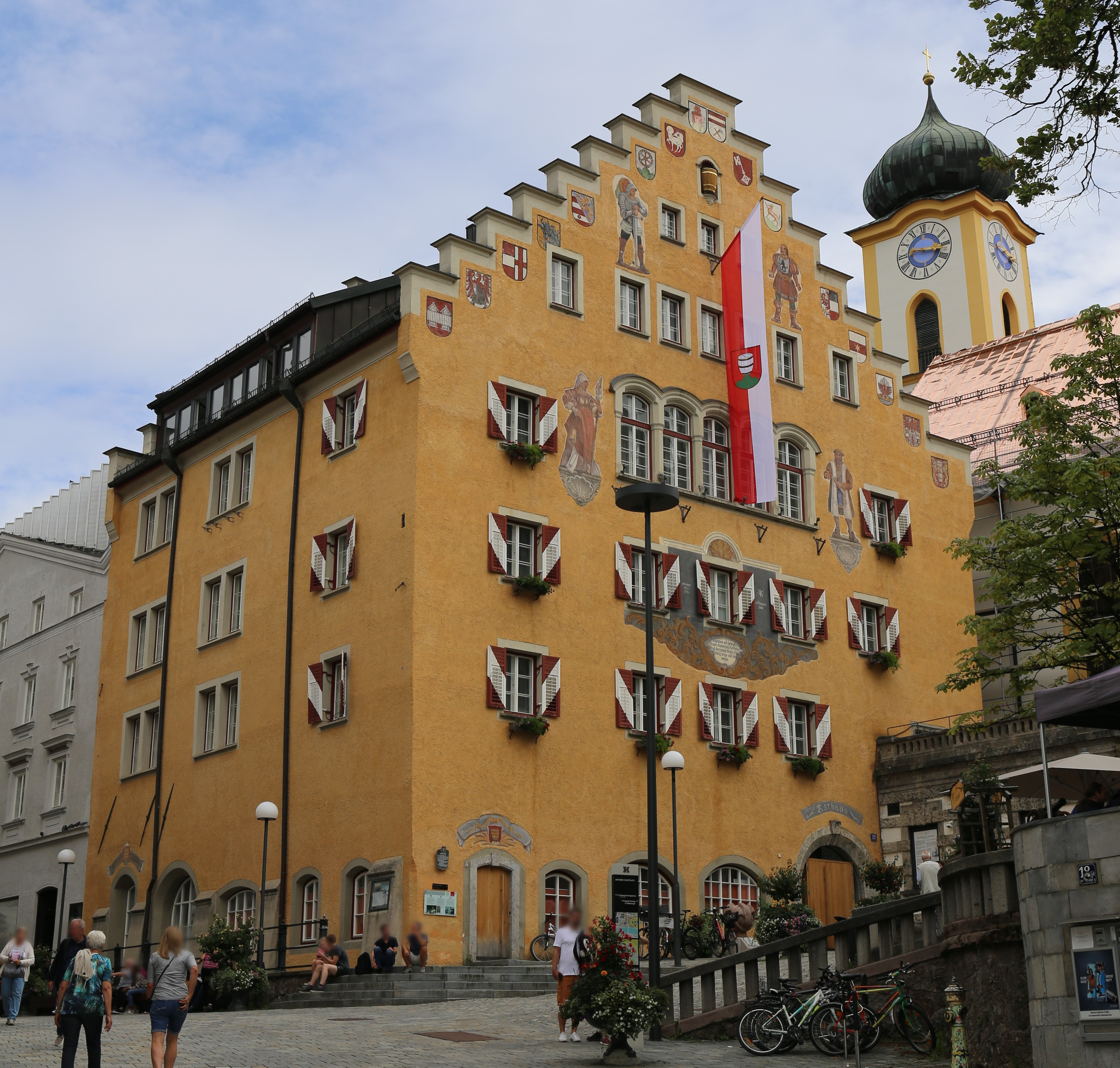
Rådhuset.
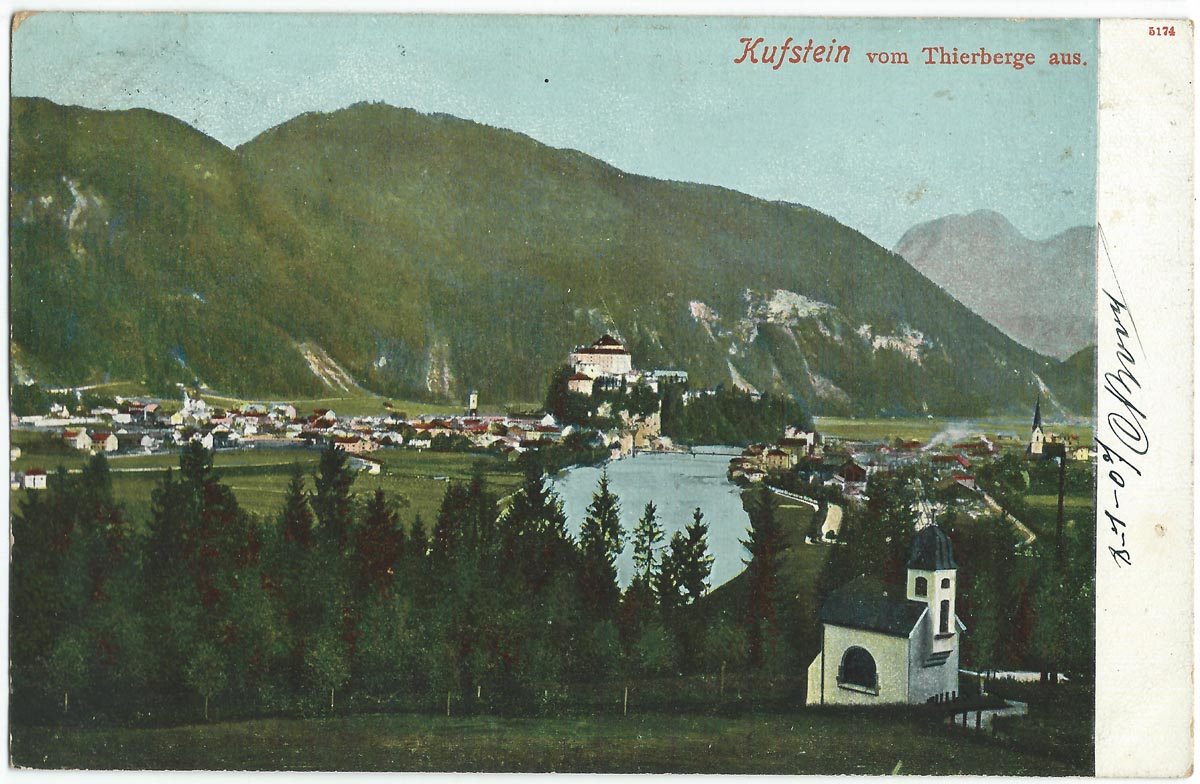
Kufstein, år 1907.